# Camponotus compressus

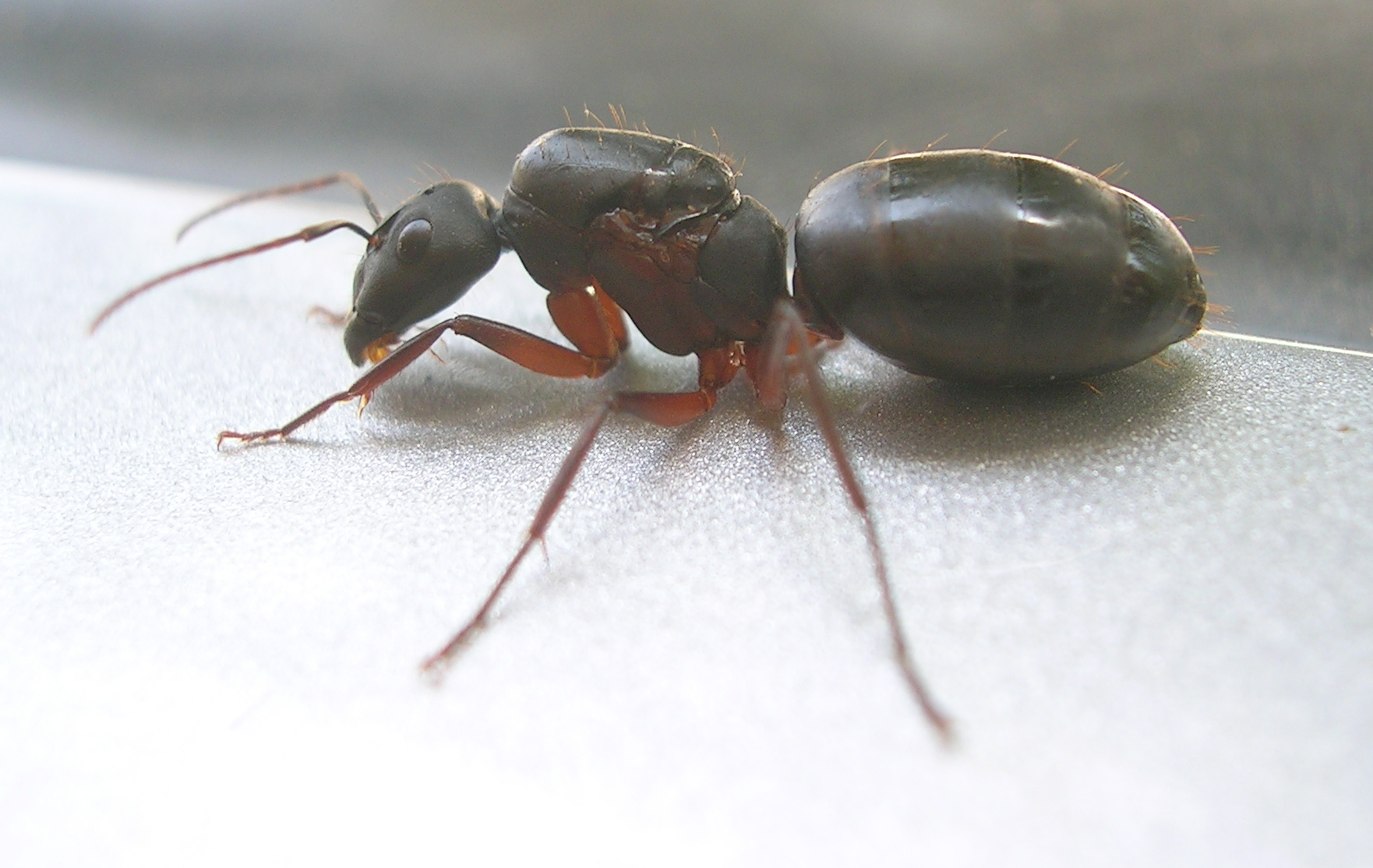
Camponotus compressus ở Jalandar, Punjab, Ấn Độ

Camponotus compressus là một loài kiến thuộc họ Formicidae. Loài này phân bố ở Ấn Độ và Đông Nam Á.